# 黄石公园 (纪录片)
《黄石公园》（英語：Yellowstone）是英国广播公司（BBC）制作播出的一部三集自然纪录片，分为“冬”、“夏”、“秋”三集。纪录片于2009年3月15日在BBC二台首播，由彼得·佛斯导演和旁白。本片介绍了黃石國家公園一年之内的变化，讲述了园内的野生动植物如何适应恶劣的荒野生活。
在美国播出时，以为名，于動物星球頻道在2009年3月22日以两小时的电视特辑形式播出。

## 腳註

### 外部資料
- 互联网电影数据库（IMDb）上《Yellowstone》的资料（英文）
- 豆瓣电影上《黄石公园》的資料 （简体中文）